# Antonio Beccadelli

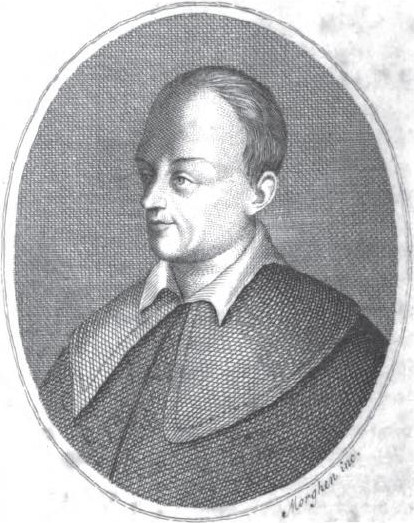
Antonio Beccadelli, Panormita

Antonio Beccadelli (aufgrund seiner Herkunft aus Palermo auch Panormita genannt; * 1394 in Palermo; † 15. Januar 1471 in Neapel) war ein italienischer Renaissance-Humanist.

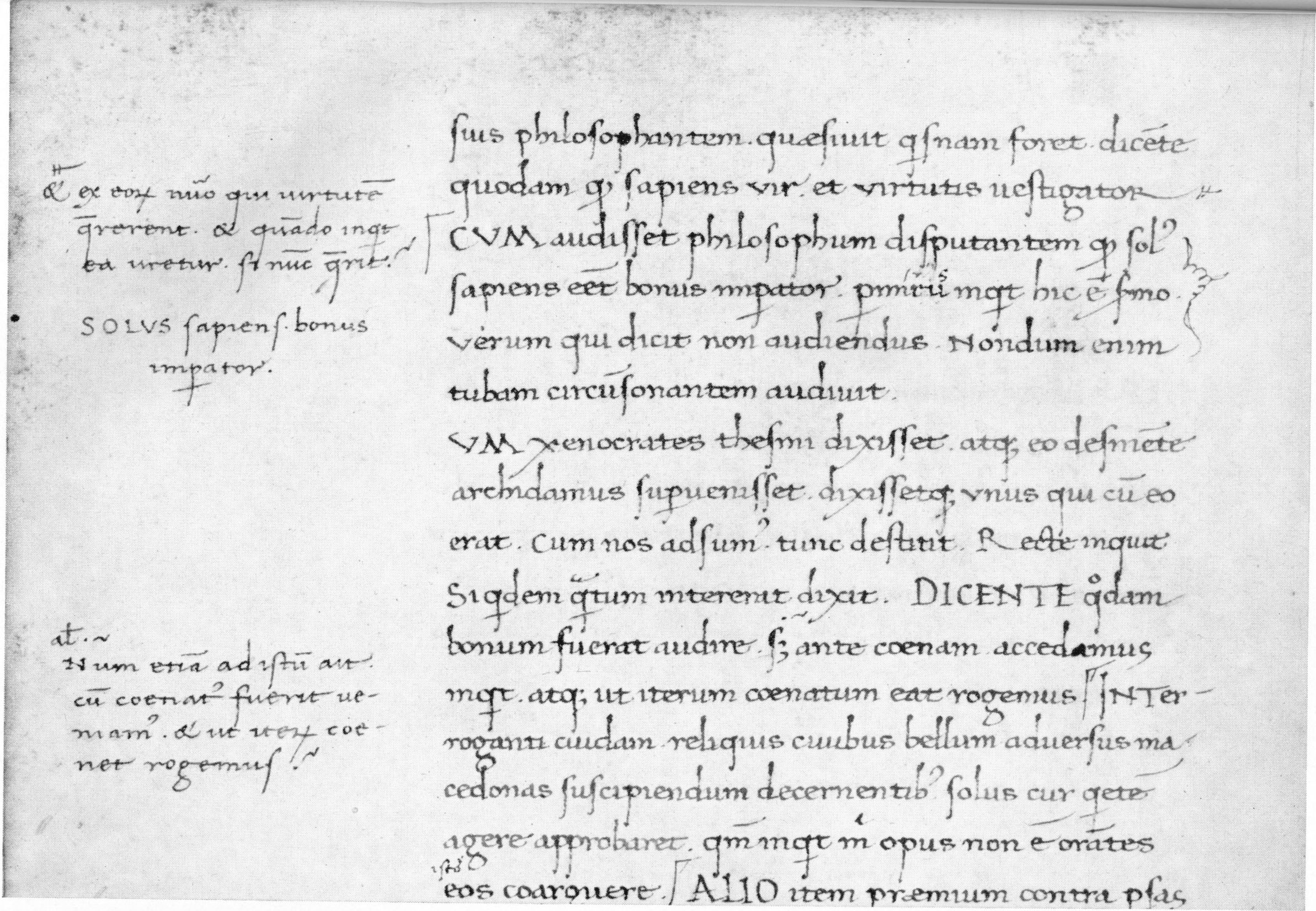
Eigenhändige Randbemerkungen Beccadellis in einer Handschrift einer lateinischen Plutarch-Übersetzung aus seinem Besitz. Rom, Biblioteca Apostolica Vaticana, Vat. Lat. 3349, fol. 161v

Beccadelli studierte in Siena und veröffentlichte 1425 in Bologna eine lateinische Sammlung obszöner und satirischer Epigramme mit dem Titel Hermaphroditus, gewidmet Cosimo de’ Medici. 1429 wurde er Hofdichter des Herzogs Filippo Maria Visconti. 1434 wechselte er den Gönner, indem er zum Hofe Alfons V. von Aragon ging und dessen Sekretär und vertrauter Ratgeber wurde. Beccadelli förderte die Verbreitung humanistischer Studien in Neapel. Er war 1458 der Gründer der noch heute bestehenden Accademia Pontaniana, die von seinem Schüler und Nachfolger Giovanni Pontano weiter entwickelt wurde. Zu Zeiten Beccadellis trug sie den Namen Porticus Antoniana. Er schrieb sowohl eine Exempelsammlung über Taten und Aussprüche seines Förderer Alfons, die biographische Züge trägt (De dictis et factis Alphonsi regis) als auch lateinische Gedichte und Briefe.

## Textausgaben und Übersetzungen
- Antonio Beccadelli: Hermaphroditus. Lateinisch und deutsch. Reclam, Leipzig 1994.
- Donatella Coppini (Hrsg.): Antonii Panhormitae Hermaphroditus. Bulzoni, Rom 1990, ISBN 88-7119-351-2 (kritische Edition mit ausführlicher Einleitung).
- Antonii Panormitae. Lateinisch nach der Ausgabe von C. Fr. Forberg (Coburg 1824), nebst einer deutschen metrischen Übersetzung und der deutschen Übersetzung der Apophoreta von C. Fr. Forberg. Besorgt und herausgegeben von Fr. Wolff-Untereichen. Mit einem sexualwissenschaftlichen Kommentar von Dr. Alfred Kind. Adolf Weigel, Leipzig 1908 (Digitalisat im Internet Archive).
- Holt Parker (Hrsg.): Antonio Beccadelli: The Hermaphrodite. Harvard University Press, Cambridge (Massachusetts) 2010, ISBN 978-0-674-04757-0 (lateinischer Text und englische Übersetzung).
- Nikolaus Thurn: Drei neapolitanische Humanisten über die Liebe. Antonio Panormita Beccadelli: Hermaphroditus; Ioannes Iovianus Pontanus: De Amore Coniugali; Michael Tarchaniota Marullus: Hymni Naturales. 2002, 2. überarbeitete und aktualisierte Ausgabe 2019. ISBN 978-3-86757-108-1 (enthält jeweils lateinischen Text und deutsche Übersetzung). pdf gratis zum Download bereitgestellt durch die Universität Rostock.